# ليونارد بي. شاندلير
ليونارد بي. شاندلير (بالإنجليزية: Leonard B. Chandler)‏ هو سياسي أمريكي، ولد في 29 أغسطس 1851 في الولايات المتحدة، وتوفي في 9 نوفمبر 1927 بسومرفيل في الولايات المتحدة. حزبياً، نشط في الحزب الجمهوري. وقد انتخب عضو مجلس نواب ماساتشوستس.